# Paradox Interactive
Paradox Interactive, (antes una división de Paradox Entertainment) es una empresa distribuidora de videojuegos de estrategia sueca con sede en Estocolmo. La compañía comenzó como la división de videojuegos de Target Games y luego Paradox Entertainment (ahora Cabinet Entertainment) antes de convertirse en una compañía independiente en 2004. A través de una combinación de la fundación de nuevos estudios y la compra de desarrolladores independientes, la compañía ha crecido hasta comprender nueve estudios de desarrollo de primera parte, incluido su emblemático Paradox Development Studio, y actúa como editor de juegos de otros desarrolladores.
Paradox es conocido por lanzar videojuegos de estrategia de temática histórica, especialmente grandes juegos de estrategia, y ha publicado juegos de estrategia en diferentes entornos, así como juegos de otros géneros como videojuegos de rol y simuladores de gestión. Por lo general, continúan el desarrollo de sus juegos después del lanzamiento inicial con la creación de contenido descargable, y también son conocidos por crear juegos que son fáciles de modificar. Su programador en jefe es Johan Andersson.
Además de hacer sus propios juegos y publicarlos, se ha encargado de publicar juegos de otras empresas como es el caso de Knights of Honor de la empresa Sunflowers o Galactic Civilizations 2 de Stardock.
Fuera de los videojuegos, Paradox ha creado juegos de mesa basados en varios de sus títulos, y ha poseído los derechos de la serie de juegos de rol de mesa World of Darkness desde que compró White Wolf Publishing en 2015.

## Estudios
Paradox opera 9 estudios internos:
| Empresa Matriz       | Empresa Matriz       | Nombre                     | Nombre                     | Ubicación            | Fundado o adquirido | Ref(s). |
| -------------------- | -------------------- | -------------------------- | -------------------------- | -------------------- | ------------------- | ------- |
| Paradox Interactive  | Paradox Interactive  | Paradox Development Studio | Paradox Development Studio | Estocolmo, Suecia    | Fundado - 1995      |         |
| Paradox Interactive  | Paradox Interactive  | Paradox Artic              | Paradox Artic              | Umea, Suecia         | Fundado - 2014      |         |
| Paradox Interactive  | Paradox Interactive  | Paradox Thalassic          | Paradox Thalassic          | Malmö, Suecia        | Fundado - 2017      |         |
| Paradox Interactive  | Paradox Interactive  | Paradox Tectonic           | Paradox Tectonic           | Berkeley, California | Fundado - 2019      |         |
| Paradox Interactive  | Paradox Interactive  | Paradox Tinto              | Paradox Tinto              | Barcelona, España    | Fundado - 2020      |         |
| Triumph Studios      | Triumph Studios      | Triumph Studios            | Triumph Studios            | Delft, Países Bajos  | Adquirido - 2017    |         |
| Harebrained Schemes  | Harebrained Schemes  | Harebrained Schemes        | Harebrained Schemes        | Seattle, Washington  | Adquirido - 2018    |         |
| Playrion Game Studio | Playrion Game Studio | Playrion Game Studio       | Playrion Game Studio       | París, Francia       | Adquirido - 2020    |         |
| Iceflake Studios     | Iceflake Studios     | Iceflake Studios           | Iceflake Studios           | Tampere, Finlandia   | Adquirido - 2020    |         |

## Productos

### Videojuegos
Paradox es el principal desarrollador y editor de la serie de juegos de estrategia en tiempo real para un solo jugador; Imperator: Rome (ambientado en la Antigua Roma), Crusader Kings (ambientado en la Edad Media), Europa Universalis (centrado en la Edad Moderna), Victoria (ambientado en la Época del Imperialismo), Hearts of Iron (centrado en la Segunda Guerra Mundial) y Stellaris (ambientado en el espacio y el futuro).
Paradox también ha publicado juegos para 1C Company, Arrowhead Game Studios, BattleGoat Studios, NeoCore Games y TaleWorlds.

### Juegos de mesa
En la PDXCon de 2018, Paradox anunció que estaba trabajando con diseñadores y editores de juegos de mesa para producir una serie de juegos de mesa basados en sus propiedades de videojuegos, incluidos Europa Universalis, Crusader Kings, Hearts of Iron y Cities: Skylines.
Durante PDXCON Remixed, Paradox anunció un juego de mesa de Prison Architect. Diseñado por Noralie Lubbers y David Turczi. Este será uno de los juegos de mesa de Paradox.

### PDXCON
Antes de 2016, Paradox Interactive había invitado a miembros de la prensa de la industria del juego a Estocolmo para obtener una vista previa de los próximos títulos en un día de prensa anual. A partir de 2017, Paradox transformó esto en un evento de fin de semana abierto al público llamado PDXCon. PDXCon 2017 se llevó a cabo en mayo en Gamla Riksarkivet en Estocolmo e incluyó a cuatrocientos jugadores junto con la prensa en el evento. Para la PDXCon 2018 en mayo, Paradox amplió la asistencia pública a 800 jugadores. La PDXCon 2019 se llevó a cabo en Berlín del 18 al 20 de octubre de 2019, lo que les dio acceso a un espacio más grande y un acceso más fácil para que asistan los jugadores. El último evento se realizó entre el 21 y 23 de mayo de 2021 donde toda su información se encuentra en su página, utilizaron como una de sus principales plataformas Discord para interactuar con los fanes, donde tienen su principal servidor llamado Paradox Interactive contando con 40.000 miembros, en esta plataforma también existen los demás servidores específicos de cada juego de Paradox y algunas comunidades de fanes tales como Paradox Community o Paradox Empire.

## Títulos más conocidos
Europa Universalis
- Europa Universalis (2000) Comprende el periodo 1492-1792. Conversión del juego de tablero.
- Europa Universalis II (2001) Como secuela del primer título, aumenta el periodo de juego desde 1419 a 1820 aunque sigue usando casi los mismos gráficos que la anterior edición. Presenta mejoras menores respecto a su predecesor, como las políticas internas.

- Europa Universalis III (2007) Siguiente secuela de la saga, originalmente cubría desde 1453 hasta 1793, pero posteriormente las expansiones extenderían el plazo desde 1399 hasta 1821. Se diferencia de las anteriores entregas por sus gráficos en 3D y trabajados detalles geográficos (bosques, montañas, desiertos, selvas...), aunque en principio no era muy distinto a sus predecesores, las expansiones agregaron muchísimos conceptos nuevos que revitalizaron el título y profundizaron mucho la jugabilidad.
- Europa Universalis: Roma  El juego se desarrolla durante la época de la República romana, a partir de 280 aC con el inicio de la guerra pírrica, y terminando con el surgimiento del Imperio Romano en el año 27 antes de Cristo. Los jugadores tienen la opción de dirigir a cualquiera de más de 53 facciones, que representan 10 culturas prominentes incluyendo cartaginesa, celta, egipcios, griegos y romanos. El juego fue lanzado para Microsoft Windows en abril de 2008.
- Europa Universalis IV (2013) Última versión de esta saga, cubre desde 1444 hasta 1821. Mejora los gráficos de la versión anterior y su funcionamiento, añadiendo múltiples sistemas de comercio y complejidad. Pese a esos añadidos, se convierte en el juego más fácil para los nuevos jugadores de la saga.

Hearts of Iron
- Hearts of Iron (2002) Trata sobre la Segunda Guerra Mundial.
- Hearts of Iron 2 (2005) La secuela, posee mejores gráficos y mejor plataforma, así como mejoras en la diplomacia.
- Hearts of Iron 2 Doomsday (2006) Ampliación de la secuela sobre Hearts of Iron. Mejora aspectos del juego y amplia el periodo de juego hasta el 1953, permitiendo jugar una hipotética 3.ª Guerra Mundial tras la segunda. Incluye también un apartado de espionaje.
- Hearts of Iron III (2009) Tercer juego de la serie "Hearts of Iron".
- Hearts of Iron IV (2016) Última versión del juego de estrategia, tu habilidad para liderar a tu nación es tu arma suprema, el juego de estrategia Hearts of Iron IV te permite tomar el mando de cualquier nación en la Segunda Guerra Mundial, 1936 hasta 1949; el conflicto más apasionante de la historia mundial.

Victoria
- Victoria: An Empire Under the Sun (2003) Trata sobre el periodo 1836-1920, la caída de las bases del modelo del Antiguo Régimen y las revoluciones burguesa e industrial. Debido a los métodos para controlar tu nación en el juego, este título se ha ganado la fama de ser el más complicado a la hora de entender su mecánica, aunque es un reflejo del determinismo que dominaba el mundo político de la época.

- Victoria II (2010) Abarca el periodo que va desde el año 1836 hasta el inicio del 1936.
- Victoria III (2022) - Lidera docenas de naciones del mundo entre 1836 y 1936 en el tumulto del emocionante y transformador siglo XIX. Equilibra los intereses contrapuestos en tu sociedad y gana tu lugar en el sol en Victoria 3, uno de los juegos más esperados en la historia de Paradox.

Crusader Kings
- Crusader Kings (2004) Este trata sobre el periodo medieval desde 1066 hasta 1453, concentrándose en el manejo de las familias reales, a partir del 1453 se puede exportar la partida al Europa Universalis II y seguir jugando hasta el año 1820.

- Crusader Kings II (2012) Este es un videojuego de estrategia que comprende el período entre 1066 y 1453. (Se puede comenzar en los años 769 y 867 utilizando las respectivas expansiones).
- Crusader Kings III (2020) Lanzado el 01/09/2020, abarca desde el año 867 hasta el 1453, es la continuación de Crusader Kings II. Determina el legado de tu casa noble en la gran estrategia en expansión de Crusader Kings III. La muerte de tu personaje es solo el comienzo mientras guías el linaje de tu dinastía en la simulación más rica y grande de la vida de la Edad Media.

Stellaris
- Stellaris (2016) Juego de estrategia de ciencia ficción. Una mezcla entre el estilo 4X de este tipo de juegos con el estilo más tradicional de gran estrategia de otros juegos de Paradox

Imperator: Rome
- Imperator: Rome (2019) Juego de estrategia histórica sobre la antigüedad centrado en las civilizaciones de Roma, Cartago o Egipto, entre otras. Empieza en el año 450 a. C.

March of the Eagles
- March of the Eagles (2013) Se centra en los dramáticos conflictos de Europa durante 1805 a 1820, uno de los períodos definitorios de la historia europea. Los creadores de Hearts of Iron y Europa Universalis ahora dan vida a The Napoleonic War en este juego de estrategia centrado en la guerra.

## Modificaciones Amateurs
Algo característico de la gran mayoría de los juegos que cargan con el logo de Paradox es su maleabilidad, al punto que en el foro oficial de Paradox se encuentran modificaciones para todos sus juegos hechas por usuarios.
Paradox intenta hacer juegos que sean abiertos y fáciles de editar (modificables), desde ajustar un juego guardado hasta crear un nuevo escenario. El modding se puede lograr con herramientas simples y conocimientos básicos de scripting. Para ayudar a los modders a descubrir cómo editar el juego por su cuenta, los foros de Paradox proporcionan bibliotecas compiladas por fanáticos de consejos de "cómo hacerlo". Paradox trabajó con Microsoft para desarrollar Paradox Mods, una plataforma de modding abierto que permite que los mismos mods creados por el usuario funcionen tanto en El sistema Microsoft Windows como en Xbox One, y las pruebas iniciales se realizarán a través de Surviving Mars a partir de febrero de 2019.